# Mătăcina (okręg Alba)
Mătăcina – wieś w Rumunii, w okręgu Alba, w gminie Vințu de Jos. W 2011 roku liczyła 3 mieszkańców.